# ヤドゥ・ラーヤ
ヤドゥ・ラーヤ（Yadu Raya, 1371年 - 1423年）は、南インドのカルナータカ地方、マイソール王国の君主（在位：1399年 - 1423年）。

## 生涯
1399年、ヤドゥ・ラーヤはカルガハッリのナーヤカであるデラヴォーイー・マーラ・ナーヤカを殺害し、マイソールの支配権を奪った。これにより、彼はこの地に支配権を確立し、マイソール王国が建国された。
1423年、ヤドゥ・ラーヤは死亡し、息子のチャーマ・ラージャ1世がその王位を継承をした。